# Гостьова участь
Гостьова участь (англ. guest appearance) або фіт чи фічерінг (англ. feat./featuring) — це залучення стороннього виконавця (наприклад, музиканта або актора) на захід, наприклад, звукозапис, концерт і так далі, коли виконавець не належить до постійної групи, групі або інших виконавчих колективів.
У музиці, наприклад, сторонній виконавець часто зветься запрошеним артистом (англ. Guest artist). У перформансі терміни гостьова роль (англ. Guest role) або запрошена зірка (англ. Guest star) також є звичайною справою, причому останній конкретно вказує на гостеву поява зірки. Також він часто позначається як «особлива запрошена зірка» (англ. Special guest star) або «особлива музична запрошена зірка» (англ. Special musical guest star) деякими виробничими фірмами. Запрошений персонаж (англ. Guest character) — це персонаж, зображений в рамках вигаданого розважального сеттингу, який використовується як частина розповіді лише одного разу, максимум кілька разів. Запрошений персонаж з'являється набагато рідше, ніж головні, підтримуючі і циклічні персонажі.
У поп-музиці гостинні появи часто описують словами «за участю» (англ. featuring), «з» (англ. with) або ж «і» (англ. and). У списку авторів (англ. credit lists) слово «featuring» (читається «фічерінг») скорочується до «feat.», «Ft.», «F /» і «f.» (Читається «фіт»). У телесеріалах запрошена зірка — це актор, який з'являється в одному або декількох епізодах. На радіо і в телешоу запрошена зірка — це гість шоу, яка є знаменитістю.

## Класичні виконавські види мистецтва
Гостинні появи були відомі в театрі, балеті й класичній музиці протягом століть, з гостями як з рідної країни, так із закордонних. Поява повітряного транспорту зробило цю практику більш зручною та глобальною.
У класичній музиці запрошені диригенти також є поширеною практикою.
Запрошених артистів не слід плутати з тур-групами, трупами, оркестрами або навіть індивідуальними артистами, хоча різниця може бути і нечіткою. У випадку з турами — їх виступ є незалежним само по собі, в той час, як гість бере участь у телевізійному виступі сформованого штату.
Тривалість залучення запрошеного артиста може варіюватися: від окремих короткострокових виступів з гонораром за концерт до фіксованого тимчасового контракту на кілька сезонів.

## Сучасна музика
У перші роки індустрії поп-музики групи були відносні стабільними, і в той же час гості не були незвичайним явищем, але їх авторство рідко вказували в кредитах (англ. Credits) на обкладинках альбому. Наприклад, Ерік Клептон не було зазначено в друкованому вигляді за свою гру на гітарі в релізі «While My Guitar Gently Weeps» (в перекладі з англ. — «Поки моя гітара ніжно плаче») групи the Beatles. Проте, термін «featuring» використовувався ще в UK Singles Chart з липня 1954 го, де на п'ятому місці була пісня «Three Coins in the Fountainruen» від «The Four Acesruen featuring Al Albertsruen». Поступово  появи запрошеної зірки стали одним з головних ланок музичної індустрії, причому авторство стало повністю вказуватися. Звичай гостьових появ став особливо відомий в реп-музиці, або хіп-хопі, що також вплинуло на рок-музикантів.
Для здійснення запису із запрошеною зіркою продакшн-кординатор повинен отримати дозвіл лейбла гостя і переконатися, що хост-лейблу для друку на обкладинках альбому ті доставили правильні кредити (англ. Credits), найчастіше у вигляді "" Ім'я артиста «, з люб'язністю від» назва лейблу звукозапису "". Дозвіл надається не завжди, і іноді переговори можуть зайняти тривалий час.

## Причини гостьових появ
Найпоширенішою причиною гостьових появ є привернення уваги до виступу шляхом включення в нього знаменитості. І навпаки, у середовищі шоу-індустрії зірки більш старшого віку утримуються в центрі уваги, співпрацюючи з зірками, що формуються.
У репі обопільні і численні гостьові появи отримали визнання як один із способів урізноманітнити виконання.
У театрі і балеті гостьові появи урізноманітнюють репертуар і досвід акторів з різними хореографами і дають більше можливостей гри. Навіть для відомих зірок престижні заморські «включення» збільшували їх домашній статус. І навпаки, запрошена зірка допомагає приймаючій трупі, вносячи нові натхнення і техніку. Глядачам хочеться різноманітності, і театральний бізнес також отримує з цього вигоду: цінителі театру будуть приходити подивитися той же фрагмент, але вже з новою зіркою

## Недоліки
Комерціалізація гостьової політики (англ. Guest policy) може мати і негативні наслідки. Місцеві театри можуть обмежити можливості зростання для своїх виконавців на користь гостей. Іноді надається недостатньо репетиційного часу, щоб повною мірою інтегрувати домашні і гостьові стилі. Турінг збільшує фізичне навантаження на актора. Також він пов'язаний з великою кількістю стресових факторів: від джетлаг до ризикованих положень внаслідок непередбачених рейсових затримок.
У випадку з телесеріалами поява спеціальної запрошеної зірки могло відзначати той момент, з якого серіал «стрибає через акулу» — тобто приречено намагається повернути назад знижується популярність.